# Loxotephria perileuca
Loxotephria perileuca là một loài bướm đêm trong họ Geometridae.